# دانیل رونو
دانیل رونو (فرانسوی: Daniel Revenu‎؛ ۵ دسامبر ۱۹۴۲ – ۲ ژانویهٔ ۲۰۲۴) ورزشکار شمشیربازی اهل فرانسه بود.
وی در مسابقات کشوری و بین‌المللی در مجموع برندهٔ ۳ مدال طلا، ۱ مدال نقره، ۸ مدال برنز شده‌است.